# Melissa (hemelektronik)

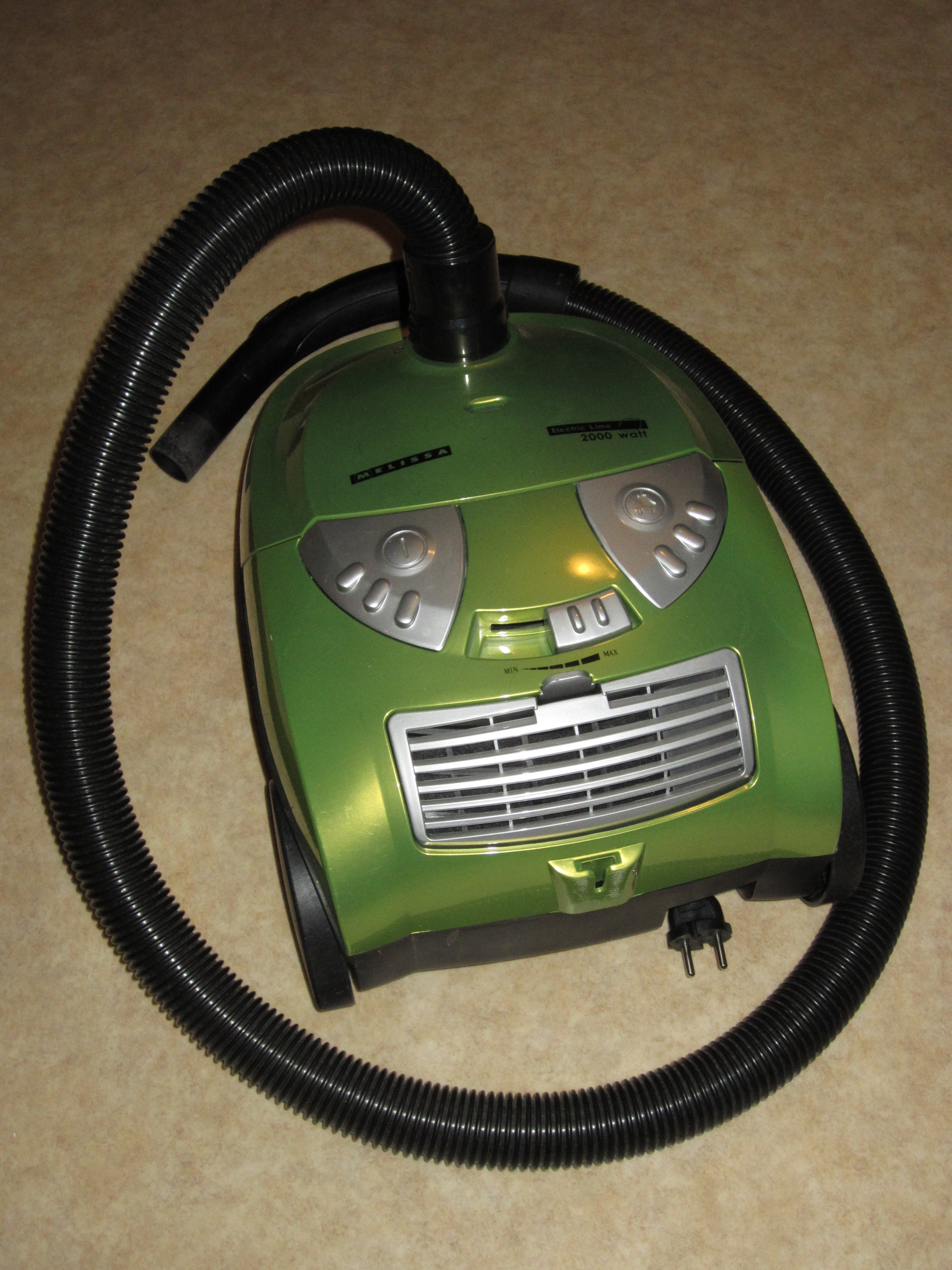
Melissa dammsugare

Melissa är ett märke på dammsugare, vitvaror och andra hushållsapparater.
Melissa etablerades som ett skandinaviskt märke i samband med etableringen av Adexi A/S efter att i många år haft en solid ställning i Sverige. Med en kombination av ett brett och djupt sortiment har Melissa snabbt blivit en fast del av hushållet i många hem i Skandinavien.
Man säljer produkter som elapparater till hushållet, apparater för personlig omvårdnad och rengöring, köksutrustning, utomhusutrustning, vitvaror och apparater för inomhusklimat.